# ثورة حوامدة
ثورة حوامدة (ولدت عام 1990 في السموع) كاتبة فلسطينية فازت بجائزة كتارا للرواية العربية عام 2018، لها روايتان منشورتان.

## السيرة الذاتية
ولدت ثورة حوامد عام 1990 في قرية السموع جنوب مدينة الخليل في فلسطين، واجتازت فيها تعليمها المدرسي. درست العلوم السياسية في جامعة الخليل، و«التراث الثقافي التقليدي» في جامعة تونس. بدأت الكتابة الأدبية في سن الثالثة عشرة، ونشرت روايتها الأولى «لا قمر بعيد» في عام 2014، وفي عام 2017 نشرت روايتها «جنّة.. لم تسقط تفاحتها»، التي نالت عليها جائزة كتارا للرواية العربية في فئة الرواية المنشورة في عام 2018.

## أعمال الكاتبة[4]
- لا قمر بعيد، مؤسسة إبداع، القاهرة، 2014[5] / دار كتوبيا، الاسكندرية، 2019، ISBN 978-977-6692-08-4[6]
- جنة لم تسقط تفاحتها، الدار الأهلية للنشر والتوزيع، عمّان، 2017، ISBN 978-9957-39-206-2

## الجوائز[7]
- جائزة «كتارا للرواية العربية» في فئة الرواية المنشورة، على رواية “جنة لم تسقط تفاحتها”